# 贡德勒餐厅
贡德勒餐厅（Gundel）是匈牙利布达佩斯一个著名的餐厅，位于城市公园。

## 历史
该地点此前曾开设 Wampetics餐厅，于1894年开业。1910年，卡罗伊·贡德勒接手经营Wampetics餐厅。他的儿子亚诺什·贡德勒曾在其他酒店和餐馆学习，接手餐厅的管理工作，塑造了戏剧性和豪华的风格，增加了它的知名度，获得了国际声誉。
1949年，该餐厅被国有化。1992年重新开放。